# Listă de jocuri video poloneze
Aceasta este o listă de jocuri video dezvoltate în Polonia.
| Cuprins |
| ------- |
|         |

## 0–9
- 2 Fast 4 Gnomz[1][2]
- 60 Seconds!
- 101 Shark Pets.[3]

- 911 Operator (joc video)[4]

- 1001 Crystal Mazes Collection[5]

## A
- A-Men 2
- A.D. 2044
- Afterfall: Insanity
- Afterfall: Reconquest
- Agony (joc video din2018 )
- Alien Rage
- Ameprod Television Game 10
- Ancestors Legacy
- Anomaly: Warzone Earth
- Another War
- Apocalipsis (joc video)
- Arboria
- Archangel (joc video)
- Arctic Escape
- Art of Murder: Cards of Destiny
- Art of Murder: FBI Confidential
- Art of Murder: Hunt for the Puppeteer
- Atom RPG

## B
- Ball Fighter
- Basement Crawl
- Behind the Iron Gate
- Blacktail (joc video)
- Blades of Thunder II
- Blair Witch (joc video)
- Blockout
- Blood Wars (joc video)
- Book of Demons
- Bound (joc video)
- Builders of Egypt
- Bulb Boy
- Bulletstorm
- Butcher (joc video)

## C
- C.O.R.E. (joc video)
- Call of Juarez
- Call of Juarez (joc video)
- Call of Juarez: Bound in Blood
- Call of Juarez: The Cartel
- Call of Juarez: Gunslinger
- Car Mechanic Simulator 2014
- Car Mechanic Simulator 2015
- Car Mechanic Simulator 2018
- Carrion (joc video)
- The Cat Lady
- Chernobylite (joc video)
- Children of Morta
- Chłopaki Nie Płaczą (joc video)
- Chrome (joc video)

Cyberpunk 2077

- Chronicles of Mystery: The Scorpio Ritual
- Chronicles of Mystery: The Tree of Life
- Cinders (joc video)
- Conflict: Desert Storm
- Cooking Simulator
- Crime Cities
- Cyberpunk 2077

## D
- Darkwood
- Datura (joc video)
- Dead Island
- Dead Island: Riptide
- Deadfall Adventures
- Deep Sleep
- Do Not Believe His Lies
- Doman: Grzechy Ardana
- Don't Escape: 4 Days to Survive
- Duke Nukem: Critical Mass
- Dying Light
- Dying Light 2
- Dying Light: The Following

## E
- Earth 2140
- Earth 2150
- Earth 2150: Lost Souls
- Earth 2150: The Moon Project
- Earth 2160
- Electro Man
- Enemy Front
- Epifrog
- Evil West

## F
- Fire Fight
- Fish Tank (joc video)
- Floodland (joc video)
- Florist Shop
- Fortnite: Save the World
- Franko: The Crazy Revenge
- Free Rider HD
- Frostpunk

## G
- Gamedec
- Gears of War: Judgment
- Get Even (joc video)
- Ghostrunner
- Gnomz
- Golf Peaks
- Gorky 17
- Green Hell (joc video)
- Grom: Terror in Tibet
- Gwent: The Witcher Card Game

## H
- Hans Kloss (joc video)
- Hard Reset
- Hard West
- Hatred (joc video)
- Heartlight (joc video)
- Heavy Fire
- The Hell in Vietnam
- Hellish Quart
- Hellraid
- Helltaker
- Hopkins FBI
- House Flipper
- Hubert the Teddy Bear: Winter Games
- HyperRogue

## I
- Infernal (joc video)
- Infernal: Hell's Vengeance
- Iron Sky: Invasion

## J
- Jack Orlando
- JetFighter V: Homeland Protector

## K
- Kajko i Kokosz (joc video)
- Kao Challengers
- Kao the Kangaroo
- Kao the Kangaroo (joc video din 2000)
- Kao the Kangaroo (joc video din 2022)
- Kao the Kangaroo: Mystery of the Volcano
- Kao the Kangaroo: Round 2
- Karnaaj Rally
- Katharsis (joc video)
- Kholat (joc video)
- King Arthur's Gold
- Knights of the Cross (joc video)

## L
- Layers of Fear
- Layers of Fear 2
- Liberated (joc video)
- Lichtspeer
- Linger in Shadows
- Lords of the Fallen (joc video din 2014)

## M
- Mad Rally
- Mad Riders
- M&M's Kart Racing
- Marienbad (joc video)

The Medium

- Master of Magic (joc video din 2022)
- McPixel
- McPixel 3
- The Medium
- Metamorphosis
- Moonlighter
- Mortyr
- Mózgprocesor
- My Horse & Me 2
- Mysterious Journey II

## N
- Nail'd
- NecroVisioN
- Nemezis: Mysterious Journey III

## O

Observer System Redux

- Observer (joc video)
- Opsys
- Outriders (joc video)

## P
- Painkiller (joc video)
- Painkiller: Hell & Damnation
- Panzer Dragoon Remake
- Phantom Doctrine
- Polanie (joc video)
- Polanie II
- The Prince and the Coward
- Professor Brainium's Games
- Project Earth: Starmageddon
- Project Warlock
- Puszka Pandory

## R
- Rambo: The Video Game
- Raven's Cry
- Reah: Face the Unknown
- Red Skies Over Europe
- Requiem of Hell
- The Riftbreaker
- Robbo (joc video)
- Robonauts
- Robot Rescue
- Ronin (joc video)
- Ruiner (joc video)

## S
- Sadness (joc video)
- SAS: Secure Tomorrow
- Schizm: Mysterious Journey
- SCP: Secret Laboratory
- Sea Power (joc video)
- Sentinel: Descendants in Time

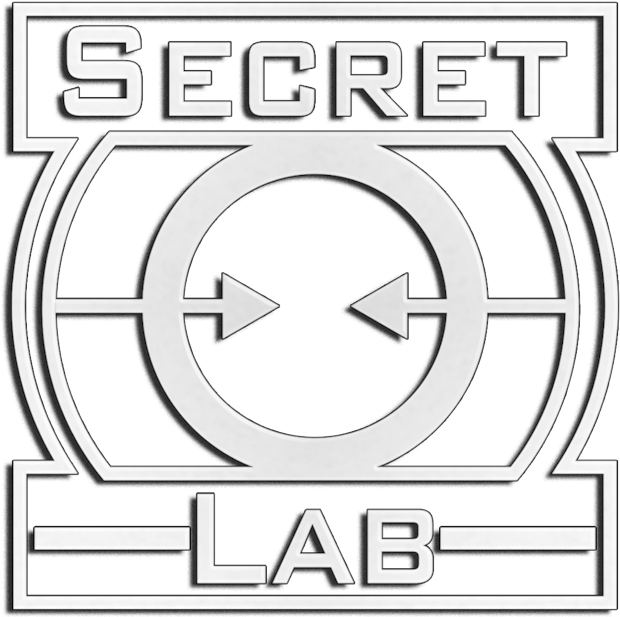
SCP Secret Laboratory

- Shadow Warrior (joc video din 2013)
- Shadow Warrior 2
- Shadow Warrior 3
- Silent Hill 2 (joc video)
- Skaut Kwatermaster
- Skinny & Franko: Fists of Violence

Superhot

- Sky Force
- Sniper Ghost Warrior 3
- Sniper Ghost Warrior Contracts
- Sniper Ghost Warrior Contracts 2
- Sniper: Art of Victory
- Sniper: Ghost Warrior (joc video)
- Sniper: Ghost Warrior 2
- Soldat (joc video)
- Solidarność (joc video)
- Solidarność: Menedżer Konspiracji
- Solstice (joc video din 2016)
- Sołtys (joc video)
- South of the Circle
- Sparkle 2 Evo
- Sparkle 3 Genesis
- StoneLoops! of Jurassica
- Sudoku Mania
- Super Swap

- Superhot
- Świrus

## T
- Tajemnica Statuetki
- Teenagent
- Terminator: Resistance
- Terrorist Takedown 2
- TetriNET
- Thief Simulator
- This War of Mine
- Thronebreaker: The Witcher Tales
- Time Ace
- Tools Up!
- Tormentum – Dark Sorrow
- Trauma (joc video)
- Trek to Yomi
- Two Worlds (joc video)
- Two Worlds II

## U
- Uboat (joc video)
- UltraStar
- Urban Trial Freestyle

## V
- Vampire: The Masquerade – Coteries of New York
- Vampire: The Masquerade – Shadows of New York
- The Vanishing of Ethan Carter

## W
- Wacki: Kosmiczna Rozgrywka
- Wanderlust Travel Stories
- Warsaw (joc video)
- Waterworks!
- The Way (joc video)

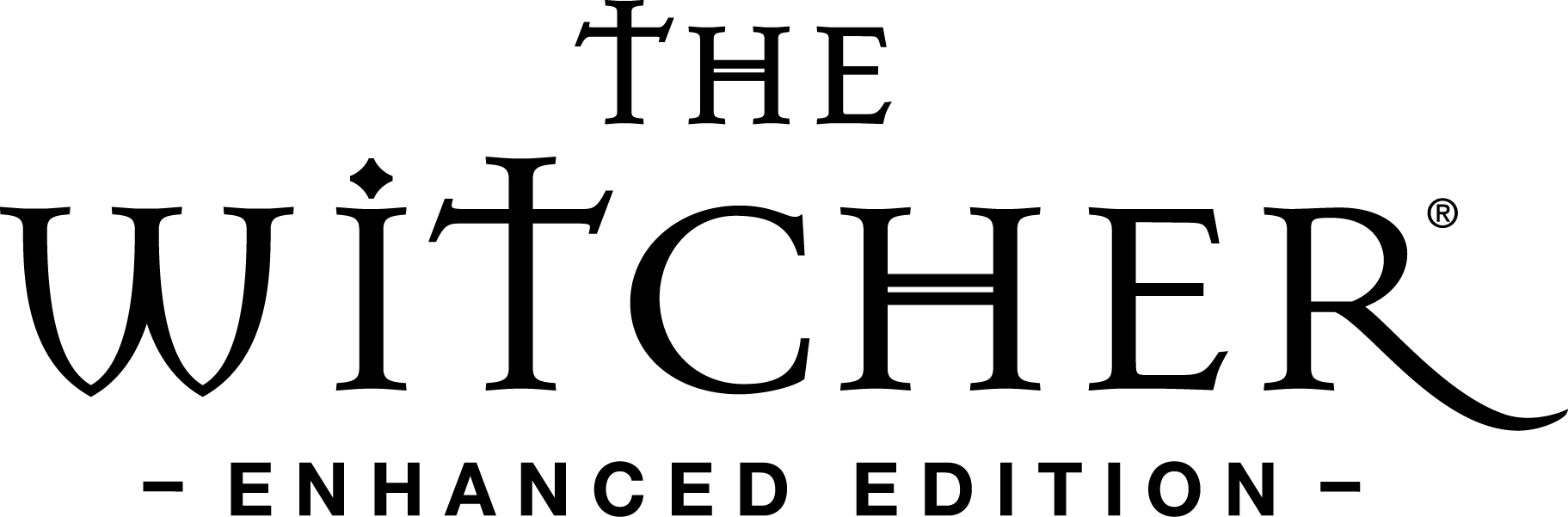
The Witcher

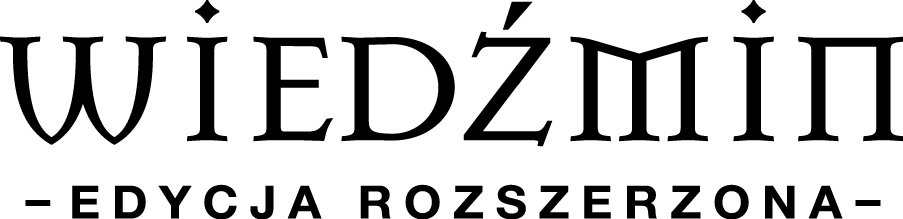
Witcher

- Werewolf: The Apocalypse – Heart of the Forest
- Wingspan (joc video)
- The Witcher (serie de jocuri video)
- The Witcher 2: Assassins of Kings
- The Witcher 3: Wild Hunt
- The Witcher 3: Wild Hunt – Blood and Wine
- The Witcher 3: Wild Hunt – Hearts of Stone
- The Witcher Adventure Game
- The Witcher Battle Arena
- The Witcher: Monster Slayer
- Witchfire
- World of Horror
- World War 3 (joc video)
- World War III: Black Gold
- Worlds of Magic

## X
- Xpand Rally

## Y
- Yes, Your Grace

## Z
- Zombie Driver